# Mohammed Adamu Ramadan
 (septembre 2023).
Mohammed Adamu Ramadan né le 3 mai 1975 est un homme politique ghanéen. Il est membre du Congrès national démocrate,. Il est le député de la circonscription d'Adenta. Il est le fils du politicien Ahmed Ramadan et le frère aîné de Samira Bawumia, la  deuxième dame du Ghana,.

## Jeunesse et éducation
Mohammed Adamu Ramadan est né le 3 mai 1975. Il est originaire d'Ashalley Botwe dans la  région du Grand Accra. Il est titulaire d'un baccalauréat en administration des affaires, d'une maîtrise en administration des affaires avec spécialisation en finance. Il détient également une maîtrise des arts en gestion de la politique économique.

## Carrière
Ramadan était assistant spécial et membre du personnel présidentiel à la Flagstaff House pendant la présidence de John Mahama.

## Politique

### Candidature parlementaire
Lors des élections législatives de 2016, Ramadan s'est présenté pour le Congrès national démocratique dans la circonscription d'Adenta et a perdu face au Yaw Buaben Asamoa du Nouveau parti patriotique. Asamoa a recueilli 33 952 voix représentant 50,64% contre 32 588 voix pour Ramadan qui était de 48,61%,. Il s'est de nouveau présenté aux primaires du NDC et a gagné pour les représenter aux élections de 2020. Il a gagné contre une ancienne ministre du Genre, de l'Enfance et de la Protection sociale Nana Oye Lithur. Il a gagné en interrogeant 730 voix contre ses 558 voix pour être déclaré vainqueur.
Dans sa deuxième tentative pour remporter le siège de la circonscription d'Adenta, il a gagné contre le député sortant Yaw Buaben Asamoah contre qui il s'est présenté aux élections de 2016. Il a réussi à recueillir 63436 voix représentant 55,9% contre 49255 voix représentant 43,4% par lui.

### Député
Mohammed Adamu Ramadan a prêté serment en tant que député représentant la circonscription d'Adenta au 8e Parlement de la 4e République du Ghana le 7 janvier 2021. Il est membre du comité de la santé et du comité des affaires du Parlement.

## Vie personnelle
Il est le premier enfant d' Ahmed Ramadan ancien président de la Convention nationale du peuple (PNC) et le frère aîné de la deuxième dame du Ghana Samira Bawumia, Il est un fervent musulman. Avant d'entrer en politique, il a travaillé avec les anciennes compagnies aériennes nationales  Ghana Airways et Ghana International Airlines.

## References
1. ↑  (en) « NDC Adamu Ramadan Receives A Heroic Welcome, Donates To The Party Grassroot », sur Modern Ghana (consulté le 13 avril 2021)
2. ↑  (en) Paramza Kofi Hamza, « Adenta Residents Welcome Mohammed Adamu Ramadan For Coronavirus Fight », sur Modern Ghana, 30 mars 2020 (consulté le 18 décembre 2020)
3. ↑  (en-US) kojo Emmanuel, « Ignore the detractors; Ramadan is the most trusted candidate to lead us to victory - Adentan NDC », sur Pulse Ghana, 19 juillet 2019 (consulté le 18 décembre 2020)
4. ↑  « Parliamentary Results For Greater Accra Region », sur www.ghanaweb.com (consulté le 18 décembre 2020)
5. ↑  (en) « The 6 children of politicians in Ghana’s parliament and those who failed », sur The Ghana Report, 13 janvier 2021 (consulté le 13 avril 2021)
6. 1 2  (en) « Samira's brother, Adamu Ramadan is trustworthy - Adentan NDC executives », sur GhanaWeb, 21 juillet 2019 (consulté le 13 avril 2021)
7. 1 2 3 4 5 6  « Official Profile of Mohammed Adamu Ramadan - Parliament of Ghana », sur www.parliament.gh (consulté le 13 avril 2021)
8. ↑  (en) Paramza Kofi Hamza, « Re: NDC Adentan primaries: Ramadan not an aspirant to win Adentan seat », sur GhanaWeb, 25 août 2019 (consulté le 13 avril 2021)
9. ↑  Peace FM, « 2016 Election - Adenta Constituency Results », sur Ghana Elections - Peace FM (consulté le 18 décembre 2020)
10. ↑  (en-GB) « Adamu Ramadan confident of capturing Adentan seat for NDC », sur Graphic Online (consulté le 13 avril 2021)
11. ↑  (en-US) « #NDCDecides: Delegates snub Oye Lithur for Adamu Ramadan in Adentan », sur Citinewsroom - Comprehensive News in Ghana, 24 août 2019 (consulté le 18 décembre 2020)
12. ↑  (en) « I ‘wept’ over hard fought victory – Ramadan », sur GhanaWeb, 25 août 2019 (consulté le 13 avril 2021)
13. ↑  Peace FM, « 2020 Election - Adenta Constituency Results », sur Ghana Elections - Peace FM (consulté le 13 avril 2021)
14. ↑  (en-US) Gertrude Okyere, « Samira Bawumia's NDC brother you need to know about », sur Adomonline.com, 10 mars 2020 (consulté le 18 décembre 2020)
15. ↑  (en-GB) Qwame Benedict, « Samira Bawumia's brother representing the NDC floors NPP's Yaw Buaben Asamoah at Adentan », sur GhPage, 8 décembre 2020 (consulté le 6 juin 2023)